# E My Sports
E My Sports, titulado Mis deportes en Hispanoamérica y Multiplícate y juega en España, es el decimoséptimo episodio de la trigésima temporada de la serie animada Los Simpson, y el episodio 656 de la serie en general. Se emitió en Estados Unidos en Fox el 17 de marzo de 2019.
Fue el último episodio en transmitirse antes de haber finalizado la adquisición de 21st Century Fox por parte de The Walt Disney Company el 20 de marzo de 2019.

## Argumento
Mientras el clima está lluvioso, con Ralph tragando agua del canal de lluvia, la familia está disfrutando de algunos juegos de mesa. Homer se la está llevando bien con Patty y Selma y a todos les parece extraño hasta que se dan cuenta de que la única razón por la que está sucediendo es porque no está Bart, porque lo castigó al comprarle una plataforma de juegos de computadora.
Bart está jugando "Conflict of Enemies" (parodia de League of Legends) con Milhouse, Sophie, Nelson y Martin y gana. Luego Bart se ha estado bañándose por mucho tiempo, y estaba jugando con el juego en la ducha, y cuando Homer, por insistencia de Marge, intenta detenerlo, anuncia que el primer premio del torneo es de $1000, que juegan en la Escuela Primaria de Springfield. Los Terrores de Siempreviva contra Los Ogdenvillanos, que ganan y califican para un torneo de $500,000.
Homer transmite El Detonador para entrenar a los niños en los torneos mundiales, pero debido a un error de cálculo en su ruptura, él muere y dice que está fuera del negocio, por lo que Homer comienza a entrenarlos. Mientras duerme, visita el club de papás que vivió a través de sus gloriosos niños atléticos donde los papás de niños famosos lo entrenan para ser un buen entrenador.
En el Centro Cívico de la Ciudad Capital, van contra Calgary Lames, donde a pesar de sus muertes, ganan, yendo al Campeonato del Mundo en Seúl, Corea del Sur. De vuelta en casa, Lisa quiere ir al Templo Jogyesa en Corea del Sur, y ve el campeonato mundial como una oportunidad para cumplir su deseo, por lo que Marge acepta llevársela también.
En Seúl, Homer le dice a Milhouse que tienen la oportunidad de intercambiar a un jugador y tiene que ser su causa de rechazo muscular. Lisa luego lleva a la familia al monasterio, logrando el Zen.
Durante los campeonatos, Los Terrores de Siempreviva, fuerte de un niño nuevo, parecido a un farsante, lucha contra los Blowouts brasileños. Homer parece alcanzar la iluminación, cuando en lugar de quedarse con los niños como entrenador, hace lo mismo que alcanzar a Zen, destruyendo la competencia y apagando toda la electricidad en el estadio. El partido se cancela y el caos comienza en la arena.
En el vuelo de regreso, los niños le lanzan fichas a Bart por hacer que su padre arruine su competencia, mientras que Homer sueña otra vez con el club, pero se niega debido a la oportunidad de explotar a Bart.

## Recepción
Dennis Perkins de The A.V. Club le dio al episodio una clasificación B-, indicando que "Aunque solo sea por las lecciones proporcionadas por 30 años de escrutinio cultural pop, el episodio de deportes electrónicos de Los Simpson, 'E My Sports', evita la mayoría de los escollos más obvios que sugiere una historia. Antes del episodio, el grupo superpuesto de fanáticos de los Simpsons y ávidos jugadores se aseguró públicamente de que el programa había alistado a la gente de Riot Games para asegurarse de que la incursión de Bart en el mundo competitivo de los juegos no crujiera con chistes viejos sobre esos niños y sus golpes y sus pitidos, y así sucesivamente".
"E My Sports" obtuvo un índice de audiencia de 0.8 con un 4 de share y fue visto por 2.08 millones de espectadores.

## Otras lecturas
- Dunbar, Jon (19 de marzo de 2019). «Simpsons' visit to Jogye Temple misses mark». The Korea Times (Hankook Ilbo). Consultado el 26 de marzo de 2019. (en inglés)